# Bomarea suberecta
Bomarea suberecta là một loài thực vật có hoa trong họ Alstroemeriaceae. Loài này được Gereau miêu tả khoa học đầu tiên năm 1989.